# Cristian Tello
Cristian Tello Herrera (* 11. August 1991 in Sabadell) ist ein spanischer Fußballspieler. Der Außenstürmer steht seit Januar 2023 bei al-Fateh SC unter Vertrag.

## Karriere

### Im Verein
Tello begann seine Fußballkarriere im Alter von elf Jahren bei CF Can Rull. 2002 nahm der FC Barcelona Tello in seine Jugendabteilung auf. In der Alevín-Altersklasse wurde Tello im Jahre 2003 Torschützenkönig. Anschließend stagnierte sein Entwicklungsprozess, in der Saison 2007/08 wurde er schließlich an CF Damm verliehen. Nach Ablauf seines Vertrages spielte er ab 2008 für Espanyol Barcelona, für deren B-Mannschaft er in der Saison 2009/10 debütierte. Am Ende der Saison stieg Espanyol B in die vierte spanische Liga ab und Tello kehrte zum Stadtrivalen zurück. Für den spanischen Zweitligisten FC Barcelona B bestritt er in der Saison 2010/11 19 Spiele, in denen er vier Treffer erzielte.
In der Hinrunde der Saison 2011/12 gehörte Tello zu den am meisten eingesetzten Spielern bei Barça B. Am 9. November 2011 gab Tello sein Profidebüt für die A-Mannschaft des FC Barcelona beim 1:0-Pokalerfolg über CE l’Hospitalet über die volle Spieldauer. Im Rückspiel steuerte Tello zwei Treffer zum 9:0-Sieg seiner Mannschaft bei. Da der Kader der ersten Mannschaft stark durch Verletzungen geschwächt war, kam Tello am 28. Januar 2012 beim 0:0 gegen den FC Villarreal zu seinem ersten La-Liga-Spiel für den FC Barcelona. Am darauffolgenden 22. Spieltag erzielte Tello sein erstes Ligator für die Katalanen, die an diesem Abend Real Sociedad mit 2:1 besiegten. Am 7. März 2012 erzielte Tello seine ersten beiden Treffer im Europapokal; das 7:1 im Rückspiel des Achtelfinal-Rückspiels der Champions League gegen Bayer 04 Leverkusen war gleichzeitig der höchste Sieg des FC Barcelona in diesem Wettbewerb.
In der Saison 2012/13 wurde Tello zum festen Bestandteil der ersten Mannschaft und verlängerte am Anfang der Saison 2013/14 seinen Vertrag bis zum 30. Juni 2018.
Zur Saison 2014/15 wurde Tello für zwei Spielzeiten in die portugiesische Primeira Liga an den FC Porto ausgeliehen. Ende Januar 2016 wurde Tello bis zum Ende der Saison 2015/16 in die Serie A an die AC Florenz weiterverliehen.
Im Sommer wurde Tello nach seiner Rückkehr nach Barcelona von Trainer Luis Enrique aussortiert, reiste aber mit dem Team zum Vorbereitungsspiel gegen Celtic Glasgow im Rahmen des International Champions Cup. Am 16. August 2016 wurde Tello schließlich erneut an die AC Florenz ausgeliehen. In der Saison 2016/17 kam er in 37 von 38 Ligaspielen zum Einsatz und erzielte vier Treffer. Außerdem kam Tello zu fünf Einsätzen in der Europa League ohne eigenen Torerfolg.
Zur Saison 2017/18 kehrte Tello in die Primera División zurück und schloss sich für eine Ablösesumme in Höhe von vier Millionen Euro Betis Sevilla an. Mit der Saison 2021/22 endete sein Vertrag bei Betis Sevilla. Insgesamt bestritt er 140 Ligaspiele mit 17 Toren, 20 Pokalspiele mit 4 Toren und 12 Europapokalspiele mit 3 Toren für den Verein.
Ende August 2022 unterschrieb er einen Vertrag beim amerikanischen Verein Los Angeles FC für den Rest der Saison 2022 mit Verlängerungsoptionen bis 2024.

### In der Nationalmannschaft
Im Jahr 2011 gehörte Tello dem Kader der spanischen U-20-Auswahl bei der WM in Kolumbien an. Seine Mannschaft, für die er im Laufe des Turniers drei Mal zum Einsatz kam, scheiterte im Viertelfinale an Brasilien.
Im Juni 2013 gewann er mit Spanien die U-21-EM in Israel durch einen 4:2-Sieg im Finale gegen Italien. Auch für die A-Nationalmannschaft kam er 2013 einmalig bei einem Freundschaftsspiel gegen Ecuador zum Einsatz.

## Erfolge
- Spanische Meisterschaft (1): 2013
- Spanischer Pokal (2): 2012, 2022
- U-21-Europameister (1): 2013
- Spanischer Supercup: 2016
- MLS-Cup-Sieger: 2022
- MLS Supporters’ Shield: 2022